# Pozzomaggiore
Pozzomaggiore (en sard, Puthumajore) és un municipi italià, dins de la província de Sàsser. L'any 2007 tenia 2.777 habitants. Es troba a la regió de Meilogu. Limita amb els municipis de Bosa (OR), Cossoine, Mara, Padria, Semestene, Sindia (NU) i Suni (OR).

## Administració
| Període | Identitat        | Partit        |
| ------- | ---------------- | ------------- |
| 2006-   | Tonino Pischedda | Llista cívica |